# Domenico Baccarini
Domenico Baccarini (Faenza, 16 dicembre 1882 – Faenza, 31 gennaio 1907) è stato un pittore, incisore e scultore italiano.

## Biografia
Nasce a Faenza il 16 dicembre 1882 figlio di Maddalena Bassi e Tommaso Baccarini. È un bambino quando un appassionato d'arte, vedendolo modellare, ne riconosce il talento e convince i genitori ad iscriverlo alla scuola d'arte. Di famiglia povera – il padre fa il ciabattino e la madre ha una piccola bottega di frutta e verdura - Baccarini può frequentare la scuola grazie all'aiuto del direttore, che ha visto in lui le capacità che ne fanno l'allievo migliore. 
Studia alla "Tommaso Minardi" di Faenza ed ha come insegnante nella plastica e scultura Massimo Campello e nel disegno il direttore della scuola Antonio Berti, che lo sollecita anche a sperimentare le terrecotte invetriate, seguendo l'esperienza della ceramica sviluppata a Faenza.
Ottenuto il diploma, grazie al sostegno di Berti e ad un aiuto economico del Comune, frequenta l'Accademia di Belle Arti a Firenze soggiornando nella città toscana - in maniera discontinua - dal 1900 al 1903. Durante il periodo fiorentino Baccarini conosce personaggi quali Adolfo De Carolis, Gino Severini, Raoul Dal Molin Ferenzona, Giuseppe Venier, Giovanni Costetti e Lorenzo Viani.
Agli anni 1901-1902 risalgono diverse opere, oggi riunite nelle raccolte Piancastelli della Biblioteca comunale Aurelio Saffi di Forlì: Busto di giovane donna, Primavera, Busto di signora, Sensazioni dell’anima, Ninfe.
Nel 1902 visita l'Esposizione Internazionale di Arti Decorative di Torino e nel 1903 la V Biennale Internazionale d'Arte a Venezia. In questo periodo si legò sentimentalmente a Elisabetta Santolini detta Bitta che diventò la sua modella per tante opere.
Dopo una fase di lavoro presso la fabbrica di ceramiche dei fratelli Minardi e le fabbriche Riunite di Ceramica di Faenza si trasferisce a Roma dove nel 1904, dal rapporto con la Bitta, nasce la figlia Maria Teresa, che morì poi giovanissima all'età di venticinque anni a causa della tubercolosi.
Nei primi mesi del 1904 è ammesso alla Scuola del Nudo dell'Accademia di Francia. A Roma frequenta la casa di Giovanni Prini dove conosce artisti come Umberto Boccioni, Giacomo Balla, il musicista Alberto Gasco e i letterati Guelfo Civinini e Giuseppe Baffico. Espone presso la redazione de La Patria, diretta da Giuseppe Baffico, e trova lavoro come vignettista. Partecipa con successo alla Mostra Regionale Romagnola di Ravenna.
Tornato a Faenza nel 1905 lavora nella produzione di modelli per le officine Minardi ed esegue sculture e disegni, tre dei quali vengono esposti alla VI Biennale di Venezia.
Nel 1906 partecipa su invito del critico Antonio Pica alla Mostra di Belle Arti tenuta a Milano in occasione dell'Esposizione Internazionale per l'apertura del Sempione, espone a Faenza alla Prima mostra della Società del Risveglio Cittadino, collabora alla rivista romana Avanti! della domenica, inizia la collaborazione con Beltramelli per l'illustrazione delle sue novelle.
Abbandonato dalla Bitta e spinto da necessità economiche torna a Roma dove realizza una serie di disegni che illustrano il lavoro dei campi per la "Casa del Pane", istituzione benefica voluta dal faentino Sangiorgi.
La cattiva condizione fisica di Domenico Baccarini peggiora rapidamente durante questo secondo soggiorno romano tanto da costringerlo a ritornare a Faenza dove muore il 31 gennaio 1907.

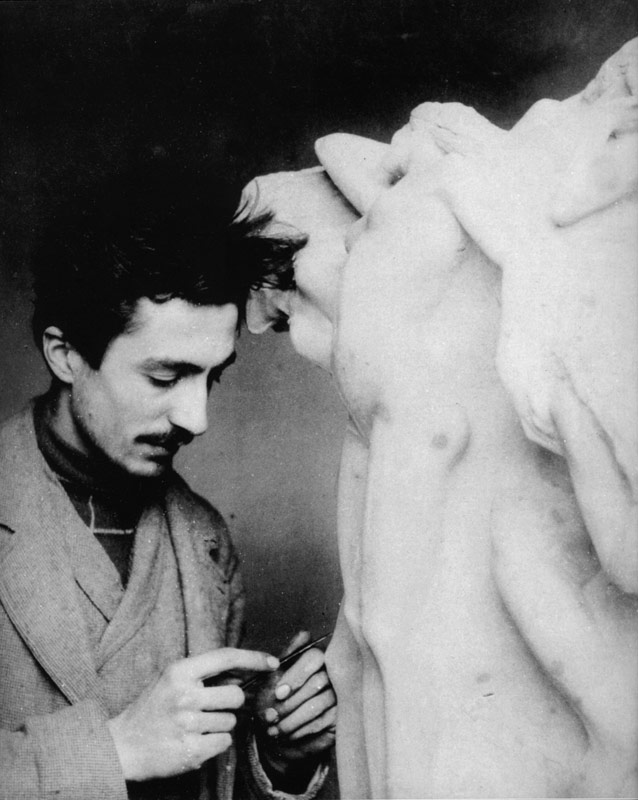
Domenico Baccarini mentre modella la scultura Sensazioni dell'anima. Faenza. 1903.

## Giudizio Critico
Nella mostra sul simbolismo in Italia tenuta nel 2011, Francesco Parisi ha scritto che 

Per Renato Barilli, invece, 

## Mostre
In occasione del centenario dalla morte dell'Artista la Pinacoteca comunale di Faenza ha organizzato due mostre omaggio: la prima sui disegni e la seconda sulle opere pittoriche della pinacoteca.
Nella stessa occasione del centenario a Ravenna tra il 24 febbraio e il 3 giugno 2007, al MAR - Museo d'arte della città di Ravenna, si è tenuta una mostra dal titolo Domenico Baccarini - Una meteora del primo Novecento mostra che ne ha ripercorso le opere e gli stili, la vita e il talento.

## Film
Nel 2007 Silvana Strocchi dirige il film "Il Germe del Melograno, il cenacolo Baccarini" un lungometraggio di 155 minuti in cui si ripercorre la vicenda umana ed artistica del pittore faentino.